# Alan Miller (football)
Pour les articles homonymes, voir Alan Miller (homonymie) et Miller.
Alan Miller, né le 29 mars 1970 à Epping et mort le 3 juin 2021, est un footballeur anglais évoluant au poste de gardien de but.

## Palmarès

### Distinction personnelle
- Membre de l'équipe type de D2 anglaise en 1998.